# Gai Asini Pol·lió
Gai Asini Pol·lió (en llatí Caius Asinius Pollio) va ser un destacat poeta, orador i historiador del temps d'August. Era d'origen marrucí i probablement descendent de Heri Asini, cap dels marrucins a la guerra social. Era fill de Gneu Asini.

## Biografia
Va néixer a Roma l'any 76 aC i de jove va poder escoltar grans oradors com Ciceró o Hortensi. El 54 aC, amb 22 anys, va acusar Gai Porci Cató pels aldarulls que havia causat quan va ser tribú de la plebs el 56 aC, però Cató, ajudat per Gneu Pompeu i Luci Licini Cras, va ser absolt.
L'any 50 aC s'adherí al partit de Juli Cèsar i es va reunir amb aquest a la Gàl·lia Cisalpina. Va acompanyar Cèsar quan va creuar el Rubicó. Conquerida Itàlia, Pol·lió va servir amb Curió per expulsat Cató de Sicília i després va anar a Àfrica. Curió va ser derrotat pel rei númida Juba I i va morir, i Pol·lió va recollir les restes de l'exèrcit, es va retirar a Útica i va poder fugir per mar. Va fer la campanya de Grècia el 48 aC i era present a la batalla de Farsàlia. A partir de les despulles de la guerra va construir la primera biblioteca pública a Roma, a l'Atrium libertatis, que va adornar amb estàtues dels herois més cèlebres.
El 47 aC va ser tribú de la plebs, any en què es va oposar a Dolabel·la que volia abolir els deutes. L'any 46 aC va combatre per Cèsar a Àfrica i el 45 aC a Hispània. Al seu retorn a Roma va ser un dels 14 pretors que Cèsar va nomenar (45 aC).
L'any 44 aC va ser nomenat governador de la Hispània Ulterior amb el càrrec de propretor, per lluitar contra Sext Pompeu, i era a la seva província quan Cèsar va ser assassinat el 15 de març del 44 aC. La guerra amb Sext li era desfavorable i només es va salvar perquè es va signar la pau entre Sext Pompeu i Roma, per mediació de Marc Antoni i Lèpid el triumvir. Tot l'any 44 aC va romandre a la seva província.
En esclatar la guerra entre Marc Antoni i el senat el 43 aC, Pol·lió va ser pressionat per fer costat a aquest darrer, i va manifestar simpaties senatorials però va exposar diverses raons per inhibir-se. Finalment quan Octavi (August), Lèpid i Antoni es van unir en el Segon Triumvirat, Pol·lió es va declarar al seu favor (agost del 43 aC) amb tres legions i va convèncer Luci Minuci Planc que era a la Gàl·lia Transalpina, de seguir-lo. El triumvirat va determinar els cònsols pels següents cinc anys i Pol·lió va rebre el consolat pel 40 aC, però va haver d'acceptar la proscripció del seu sogre Luci Quint. En el repartiment de províncies Pol·lió va rebre la Transpadana. Allí va salvar de la confiscació la propietat del poeta Virgili a Màntua.
L'any 41 aC, a la guerra de Perusa, va evitar prendre part activa, ja que desconeixia els desitjos de Marc Antoni. Octavi el va obligar a entregar la província a Alfè Var. S'esperava l'arribada de Marc Antoni des de Grècia i Pol·lió el va convidar a prendre possessió dels ports per assegurar el seu desembarcament, ja que s'esperava una guerra entre Antoni i Octavi, però finalment es va arribar a un pacte a Brundusium l'any 40 aC. Pol·lió va tornar a Roma on va exercir de cònsol com estava previst, junt amb Gneu Domici Calví.
El 39 aC Marc Antoni va tornar a Grècia i va enviar a Pol·lió a lluitar contra els parthini, un poble il·liri partidari de Brut i Cassi. Pol·lió els va derrotar i va entrar a la ciutat de Salona, i per aquesta victòria va obtenir els honors del triomf (25 d'octubre del 39 aC). El seu fill Asini Gal va rebre el cognom de Saloninus.
Després es va retirar de la política i es va dedicar a la literatura. Va morir a la seva vil·la de Túsculum l'any 4.
A més de ser patró de Virgili, Horaci i altres poetes, va ser el primer que va establir una biblioteca a Roma, en la que es va gastar tots els diners obtinguts a la seva campanya a Il·líria. Va introduir també la lectura de les seves obres davant un ample cercle d'amics i crítics abans de publicar-les. Cap de les seves obres s'ha conservat, i només es conserven els títols d'uns deu discursos.
Com a historiador va escriure una obra sobre les guerres civils en 17 llibres, entre l'any 60 aC i el 30 aC. El text és repetidament citat per autors posteriors, ja que Pol·lió va ser testimoni directe dels fets que va narrar. Es creu que en la composició de l'obra el va ajudar el gramàtic Ateu Pretextat.
Com a poeta va escriure diverses tragèdies molt elogiades per Virgili i Horaci, però segurament d'importància secundària, ja que no són mencionades per escriptors posteriors, i Virgili i Horaci estaven obligats amb Pol·lió.
Va deixar un fill, Gai Asini Gal Saloní, que es va casar amb Vipsània, la filla de Marc Vipsani Agripa i de Pompònia Àtica (ex dona de l'emperador Tiberi) que van ser els pares d'Asini Saloní, Asini Gal, Asini Pol·lió, Marc Asini Agripa (cònsol l'any 25) i Servi Asini Celer.